# Antocha (Orimargula) almorae
Antocha (Orimargula) almorae is een tweevleugelige uit de familie steltmuggen (Limoniidae). De soort komt voor in het Oriëntaals gebied.